# Dynastie Suej
Dynastie Suej (čínsky: 隋朝; pinyin: suí cháo) je jedna z čínských dynastií, která trvala mezi lety 581–618.

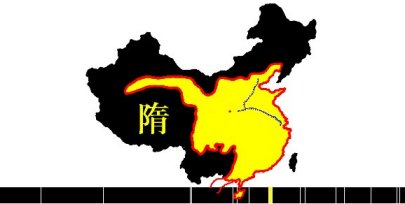
Území dynastie Suej (žlutá) proti mapě současné Číny

Následovala po období jižních a severních dynastií, na jehož konci se podařilo dynastii Suej Čínu opět sjednotit, a po ní následovalo takřka třistaleté období vlády dynastie Tchang. Zakladatelem a zároveň prvním císařem dynastie Suej byl císař Wen a posledním se stal panovník Kung-ti. Vládcové dynastie Suej patřili k počínštěné turkické šlechtě.

## Císařové
| Posmrtné jméno (Š' Chao 諡號)          | Osobní jméno       | Vláda   | Éra jmen (Nien Chao 年號) a jejich rozmezí podle let |
| císař Wen (文帝)                       | Jang Ťien (楊堅)   | 581–604 | Kchaj-chuang (開皇) 581–600 Žen-šou (仁壽) 601–604   |
| císař Jang (煬帝) anebo Ming-ti (明帝) | Jang Kuang (楊廣)  | 604–618 | Ta-je (大業) 605–618                                 |
| císař Kung (恭帝)                      | Jang Jou (楊侑)    | 617–618 | I-ning (義寧) 617–618                                |
| císař Kung (恭帝)                      | Jang Tchung (楊侗) | 618–619 | Chuang-tchaj (皇泰) 618–619                          |